# Aleuroclava kudremukhensis
Aleuroclava kudremukhensis es un hemíptero de la familia Aleyrodidae, con una subfamilia: Aleyrodinae. Fue descrita científicamente en 2005 por Dubey & Sundararaj.